# Ciecz wyczerpana
Ciecz wyczerpana (pogon) – ciecz pozostała po procesie destylacji lub rektyfikacji, w której znajdują się frakcje cięższe niż główny produkt destylacji.